# Élections sénatoriales de 2020 à Saint-Martin
L’élection sénatoriale à Saint-Martin a lieu le 27 septembre 2020. Elle a pour but d'élire le sénateur représentant la collectivité au Sénat pour un mandat de six années.

## Contexte départemental
Lors de l’élection sénatoriale de 2014 à Saint-Martin, Guillaume Arnell a été élu sénateur.
Depuis, tous les effectifs du collège électoral des grands électeurs ont été renouvelés, avec les élections territoriales de 2017 et les élections législatives de 2017.

## Sénateur sortant
| Sénateur | Sénateur         | Parti | Fonctions lors de l'élection en 2014 |
| -------- | ---------------- | ----- | ------------------------------------ |
|          | Guillaume Arnell | DVG   | Conseiller territorial               |

## Présentation des candidats et des suppléants
Le nouveau représentant est élu pour une législature de 6 ans au suffrage universel indirect par les 25 grands électeurs de la collectivité. À Saint-Martin, le sénateur est élu au scrutin majoritaire à deux tours. Le nombre reste inchangé, un sénateur est à élire. Il y aura plusieurs candidats dans la collectivité, chacun avec un suppléant.
| N°  | Candidats | Candidats              | Parti | Principales fonctions                  |
| --- | --------- | ---------------------- | ----- | -------------------------------------- |
| T 1 |           | Guillaume Arnell       | DVG   | Sénateur sortant                       |
| s 1 |           | Kathy Africa           | DVG   |                                        |
|     |           |                        |       |                                        |
| T 2 |           | Erwan Trotel           | DVC   |                                        |
| s 2 |           | Audrey Duputié         | DVC   |                                        |
|     |           |                        |       |                                        |
| T 3 |           | Annick Petrus          | LR    | Vice-présidente du conseil territorial |
| s 3 |           | Nikomo Sylvestre       | LR    |                                        |
|     |           |                        |       |                                        |
| T 4 |           | Marthe Ogoundélé-Tessi | LR    | Conseillère territoriale               |
| s 4 |           | Alvarado Burnett       | LR    |                                        |

## Résultats
| Candidats                | Candidats                | Parti                    | Nuance                   | Premier tour | Premier tour | Second tour | Second tour |
| Candidats                | Candidats                | Parti                    | Nuance                   | Voix         | %            | Voix        | %           |
| ------------------------ | ------------------------ | ------------------------ | ------------------------ | ------------ | ------------ | ----------- | ----------- |
|                          | Annick Petrus            | LR                       | LR                       | 10           | 47,62        | 15          | 68,18       |
|                          | Marthe Ogoundélé-Tessi   | LR                       | LR                       | 6            | 28,57        | 5           | 22,73       |
|                          | Guillaume Arnell         | SE                       | DVG                      | 5            | 23,81        | 2           | 9,09        |
|                          | Erwan Trotel             | SE                       | DVC                      | 0            | 0,00         | 0           | 0,00        |
|                          |                          |                          |                          |              |              |             |             |
| Votes valides            | Votes valides            | Votes valides            | Votes valides            | 21           | 87,50        | 22          | 91,67       |
| Votes blancs             | Votes blancs             | Votes blancs             | Votes blancs             | 3            | 12,50        | 2           | 8,33        |
| Votes nuls               | Votes nuls               | Votes nuls               | Votes nuls               | 0            | 0,00         | 0           | 0,00        |
| Total                    | Total                    | Total                    | Total                    | 24           | 100          | 24          | 100         |
| Abstention               | Abstention               | Abstention               | Abstention               | 1            | 4,00         | 1           | 4,00        |
| Inscrits / participation | Inscrits / participation | Inscrits / participation | Inscrits / participation | 25           | 96,00        | 25          | 96,00       |